# プラティープ・ウンソンタム・秦
プラティープ・ウンソンタム・秦（プラティープ・ウンソンタム・はた、Prateep Ungsongtham Hata、タイ語: ประทีป อึ้งทรงธรรม ฮาตะ、1952年8月9日 - ）はタイの政治家および社会活動家。バンコククローントゥーイ区スラムでの教育活動が評価され、1978年マグサイサイ賞受賞。ドゥアン・プラティープ財団の事務局長。2000年-2006年までタイ上院議員を務める。

## 略歴
プラティープは1951年8月9日バンコク・クローントゥーイ区のスラムに生まれる。小学校4年まで就学後、すぐに働き始めた。12歳のときに仕事で貯めたわずかな貯金を元にして夜学に通い、中等教育を受けた。当時、同じスラムの多くの子供たちは学校に通うことができなかった現状を見て、プラティープは「一日一バーツ学校」を開き、スラムの劣悪な環境にある子供たちと家族の支援を行った。また、タイ港湾公団（PAT）との間でスラム立ち退きをめぐって争った際には、一キロ離れた土地への移転などの妥協策を提案した。1976年にスワンドゥシット教員養成短期大学で教育学の学位を取得。1978年にマグサイサイ賞を受賞。マグサイサイ賞の報奨金を投じてドゥアン・プラティープ財団を創設し、事務局長に就任。再びロックフェラー基金の報奨金を投じて「スラムチャイルドケア財団」を設立した。1987年に以前より資金等協力関係にあった日本の曹洞宗ボランティア会(SVA)の幹部スタッフ 秦辰也と結婚。1992年、軍事クーデターで権力を掌握したスチンダー・クラープラユーンに反対し、「民主連盟」の委員会リーダーのひとりとなった。2000年国政総選挙により、貧困と社会的弱者の問題への取り組みを掲げタイ上院議員となる。

### 受賞歴
- 1978年、マグサイサイ賞（社会福祉部門）
- 1980年、世界の傑出した若者に贈られる青年賞（ロックフェラー基金）
- 2004年、子どもの権利に関する世界子ども賞（スウェーデン王室のシルヴィア王妃より）

## 参考資料

### 書籍
- スミット・ヘーマサトン, アキン・ラピーパット 著 「アジアにかかる虹」 野中耕一編訳 , 大同生命国際文化基金 / 勁草書房 1987.2.

### 記事等
- ラモン・マグサイサイ賞財団ウェブサイト『プラティープ・ウンソンタム・秦の業績』（英語）
- ラモン・マグサイサイ賞財団ウェブサイト『プラティープ・ウンソンタム・秦の経歴』（英語）
- ドゥアン・プラティープ財団『プラティープ先生のプロフィール』
- 子どもの権利に関する世界子ども賞 2004　授与式